# Saint-Martial-de-Nabirat
Saint-Martial-de-Nabirat es una comuna francesa situada en el departamento de Dordoña, en la región de Nueva Aquitania.

## Demografía
| 494 | 473 | 463 | 415 | 512 | 513 | 574 |
| Para los censos de 1962 a 1999 la población legal corresponde a la población sin duplicidades (Fuente: INSEE [Consultar]) |     |     |     |     |     |     |